# Colombo Ramelli Adreani
Colombo Ramelli Adreani (Grancia, Suiza, 30 de octubre de 1884 – Bogotá, Colombia, 30 de septiembre de 1946), fue un artista suizo que a temprana edad se radicó en Colombia, país en donde se destacó por su actividad como ornamentador de diversas edificaciones y como escultor.

## Biografía
Colombo Ramelli, hijo del maestro Luigi Ramelli y Beatrice Adreani, nació el 30 de octubre de 1884 en Grancia, Cantón de Ticino, Suiza. Arribó junto con su madre a Bogotá aproximadamente a la edad de tres años. Comenzó sus estudios en la Quinta de San José (actual sede de la Facultad de Arquitectura, Universidad de los Andes), bajo la orientación de la Hermana Himelda. Su formación como decorador se inició en el Taller de Artes Decorativas creado por su padre, suceso que marcó su vocación profesional. Después ingresó como estudiante de la sección de ornamentación en la Escuela Nacional de Bellas Artes en Bogotá, en el cual compartió clases con el artista Silvano A. Cuéllar. Tiempo después, en 1899, viajó a Florencia, Italia, donde estuvo durante tres años bajo la dirección de su tío Níccola Ramelli. Allí inició estudios en la Escuela de Bellas Artes de Florencia, donde recibió medallas de plata y bronce en varios concursos por su desempeño como decorador, y obtuvo en 1904 el título de Scultore Decoratore Ornatista. En ese mismo año regresa a Bogotá para trabajar en el taller de artes decorativas de su padre.
Por su esmerado cuidado por el detalle y a un acertado dominio de los estilos clásicos y de diferentes materiales como el yeso, el granito, el cemento y el mármol, sus obras como decorador fueron distinguidas por su alta calidad y competitividad. La relevancia de su trabajo estuvo en adaptar completamente sus conocimientos a los requerimientos de sus clientes y en efectuar espléndidas piezas artísticas que produjeron una respuesta apropiada e inmediata a distintas necesidades. Por lo cual fue contratado para realizar obras públicas para el Estado y la Iglesia, y para ejecutar obras para el sector privado.
Su obra reunió todas las características del eclecticismo del periodo republicano en Colombia, evidente en destacados diseños que resaltaron por su armonía, belleza y continuidad, en el que la disposición de los motivos ornamentales fue particularmente ordenada por figuras fitomorfas enmarcadas con motivos como conchas, aves y ánforas. Esto le permitió desarrollar un trabajo ornamental muy destacado en relación con otros escultores y ornamentistas egresados de la Escuela Nacional de Bellas Artes, como Martín Cantor, Félix María Otálora, Rafael Cabral Melo y Juan C. Atehortúa, artista que realizó las cuatro esculturas en cemento ubicadas en la fachada de la iglesia del Voto Nacional.

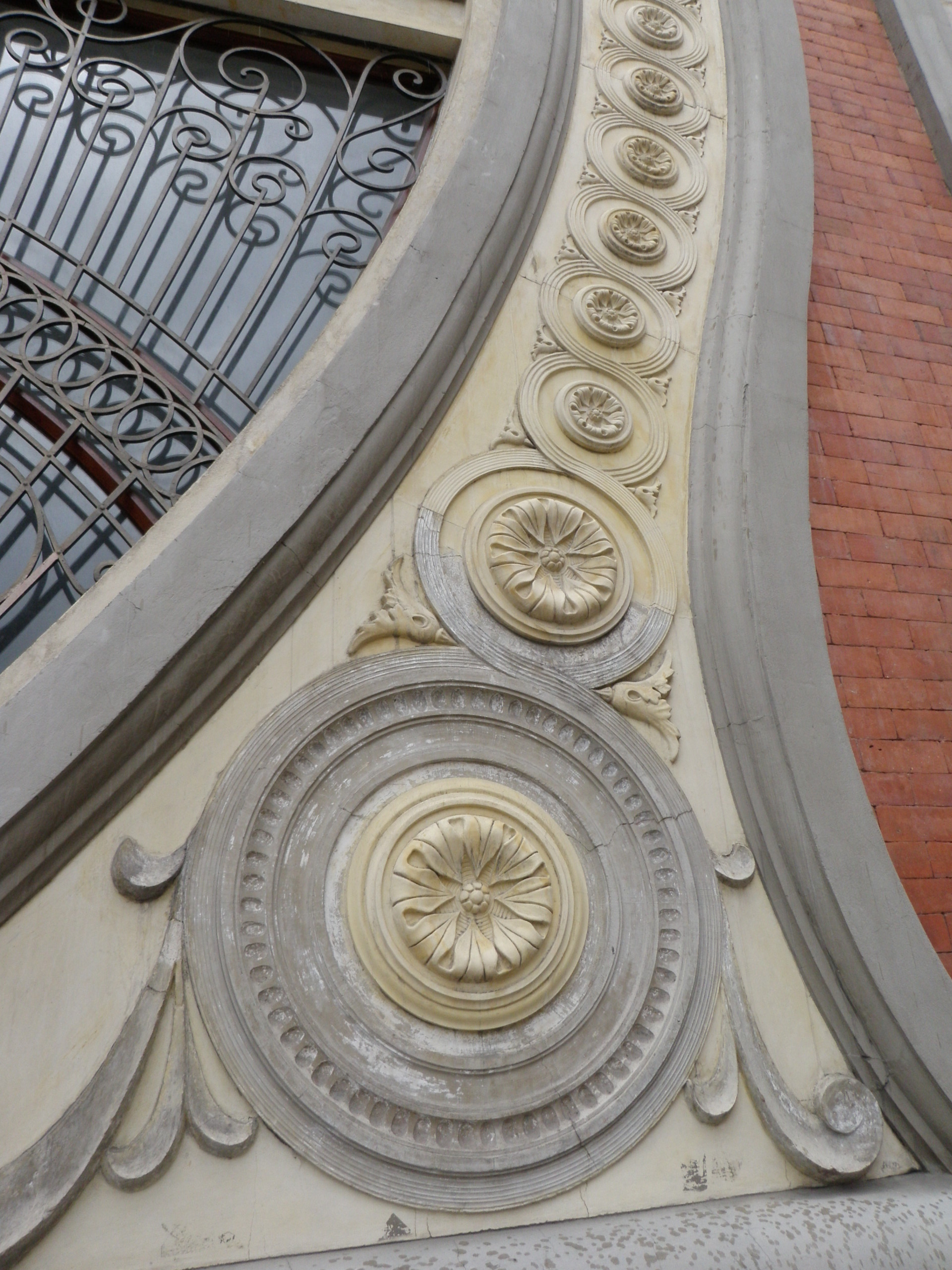
Detalle de la ornamentación del teatro Faenza obra de Colombo Ramelli.

Pese a que nunca estuvo relacionado como docente en la Escuela Nacional de Bellas Artes, por más de cuatro décadas consiguió pasar sus conocimientos a algunos de sus ayudantes y colaboradores, quienes más adelante se independizaron y formaron talleres de escultura y decoración. Entre los cuales sobresale el nombre de Abel Prieto Fernández, quien intervino en la decoración de destacadas edificaciones como el Jockey Club, las capillas de La Porciúncula y del Cementerio Central, el antiguo Colegio de la Merced, la iglesia de los Padres Pasionistas y numerosas residencias de los barrios Teusaquillo, La Magdalena, La Merced e Indalecio Liévano.
Colombo ejecutó una destacada obra decorativa que, sin duda, reflejó el avance que presentó la arquitectura bogotana en el transcurso de la primera mitad del siglo XX. Realizó oficialmente la primera muestra de su trabajo en Bogotá con la alegoría del dios griego Cronos, colocada en la portada del Cementerio Central en el año de 1905.
Entre sus obras como ornatista, sobresalen las estaciones del ferrocarril de la Sabana, del Norte y del Sur en Bogotá, y la estación de Chiquinquirá; la Academia Colombiana de la Lengua, el mausoleo del arquitecto Pietro Cantini -localizado en la población de Suesca- y los mausoleos de las familias Conti y Bazzani en el Cementerio Central. Igualmente ornamentó el Capitolio Nacional, la residencia Kopp Dávila, el Hotel Granada, el Gun Club, el Palacio de San Francisco, el Instituto Pedagógico, las facultades de Derecho e Ingeniería Civil, el Palacio de Justicia, el Aula Máxima del Colegio Mayor del Rosario; las capillas de La Bordadita, de la Santísima Trinidad y del Hospital de San Juan de Dios; las iglesias de La Capuchina, Nuestra Señora de Lourdes, Nuestra Señora de Las Nieves, Nuestra Señora del Carmen y el Voto Nacional; el Teatro Faenza y numerosas casaquintas de Chapinero, donde sobresalieron los trabajos de ornamentación efectuados en Villa Adelaida.
Colombo Ramelli falleció el 30 de septiembre de 1946 en la ciudad de Bogotá.